# Antoine Préget
Antoine Préget, né le 5 octobre 1972 à Sète, est un footballeur français. Il évoluait au poste de défenseur.

## Biographie
Antoine Préget dispute 40 matchs en Ligue 1, inscrivant deux buts, et 50 matchs en Ligue 2, marquant trois buts. Il inscrit son premier but en Ligue 1 le 10 janvier 1998 avec Châteauroux lors de la réception de l'AJ Auxerre (victoire 3-2). Il inscrit son second but dans cette division le 19 décembre 1998 avec Toulouse, lors de la réception du Montpellier HSC (défaite 2-5).
Il est finaliste de la Coupe de France en 1996 avec le Nîmes Olympique, alors que le club évolue pourtant en National (troisième division). Ce beau parcours lui permet de participer à la Coupe d'Europe des vainqueurs de coupe la saison suivante. Il dispute trois matchs lors de cette compétition, inscrivant un but contre le club hongrois du Budapest Honvéd en septembre 1996 (victoire 3-1).

## Carrière
- ES Le Grau-du-Roi
- 1992-1997 :  Nîmes Olympique
- 1997-1998 :  LB Châteauroux
- 1998-1999 :  Toulouse FC
- 22 octobre 1999-1er novembre 1999 :  Raith Rovers
- décembre 1999-avril 2000 :  Dundee United
- 2000-2001 :  Panionios Athènes[6]
- novembre 2001-2003 :  AS Cannes
- 2003-2004 :  US Endoume
- Le Grau du Roi

## Palmarès
- Finaliste de la Coupe de France en 1996 avec le Nîmes Olympique
- Champion de France de National en 1997 avec le Nîmes Olympique